# مارکوس پاپیوس موتیلوس
مارکوس پاپیوس موتیلوس (به لاتین: Marcus Papius Mutĭlus)، کنسول روم در سال ۹ پس از میلاد و یکی از نویسندگان لکس پاپیا پوپیا‏ بود.
هدف از لکس پاپیا پوپیا‏ جلوگیری از زنا، جلوگیری از ازدواج اشراف با طبقه‌های دیگر اجتماعی، و تشویق ازدواج و تولید مثل قانونی با وضع مقررات و مجازات‌های قانونی برای این افرادی بود که بدون نوعی معافیت قانونی مجرد می‌ماندند یا فرزندآوری نمی‌کردند. دیوکاسیوس با کنایه اشاره می‌کند که پاپیوس و کوئینتوس پوپیوس سکوندوس نویسندگان این قانون هر دو مجرد و بدون فرزند بودند.